# 庭町
庭町（にわちょう）は、愛知県名古屋市西区の地名。

## 歴史

### 沿革
- 1878年（明治11年）12月28日 - 愛知郡名古屋村の一部により、名古屋区庭町として成立[2]。このとき、鳥見屋敷・寺屋敷を合併する[2]。
- 1889年（明治22年）10月1日 - 名古屋市成立に伴い、同市庭町となる[2]。
- 1908年（明治41年）4月1日 - 西区成立に伴い、同区庭町となる[2]。
- 1980年（昭和55年）10月12日 - 一部が西区城西四丁目・上名古屋二丁目に編入され、消滅[2]。

### 字一覧
1932年（昭和7年）愛知県教育会発行『明治十五年愛知県郡町村字名調』による名古屋区庭町の字。
- 御庭町（おにわまち）[3]
- 御鳥見屋敷（おとりみやしき）[3]
- 寺屋敷（てらやしき）[3]